# アルコニックス
アルコニックス株式会社（英: Alconix Corporation）は、東京都に本社を置く非鉄金属製品などを扱う商社、メーカーである。

## 沿革
- 1981年7月 - 日商岩井非鉄販売株式会社を設立。
- 2000年4月 - 日商岩井メタルプロダクツ株式会社を吸収合併し、日商岩井アルコニックス株式会社に社名変更。
- 2005年4月 - 現社名に変更。
- 2006年4月24日 - ジャスダックに上場（2008年5月29日上場廃止）。
- 2008年3月14日 - 東京証券取引所2部に上場。
- 2010年12月24日 - 東京証券取引所1部へ指定替え。
- 2018年12月下旬 - 同年12月設立予定のアルコニックス・東北化工株式会社を通し、株式会社エフ・シー・シーから東北化工株式会社の全株式を取得[1][2]。
- 2024年8月 - オウンドメディア「ALCONIX's BluePrint」を開設